# Riverdale (comté de Halifax, Virginie)
 (mars 2025).
Pour les articles homonymes, voir Riverdale.
Riverdale est une census-designated place située dans le comté de Halifax, dans l’État de Virginie, aux États-Unis. Lors du recensement de 2020, elle comptait 949 habitants.